# Udo Di Fabio

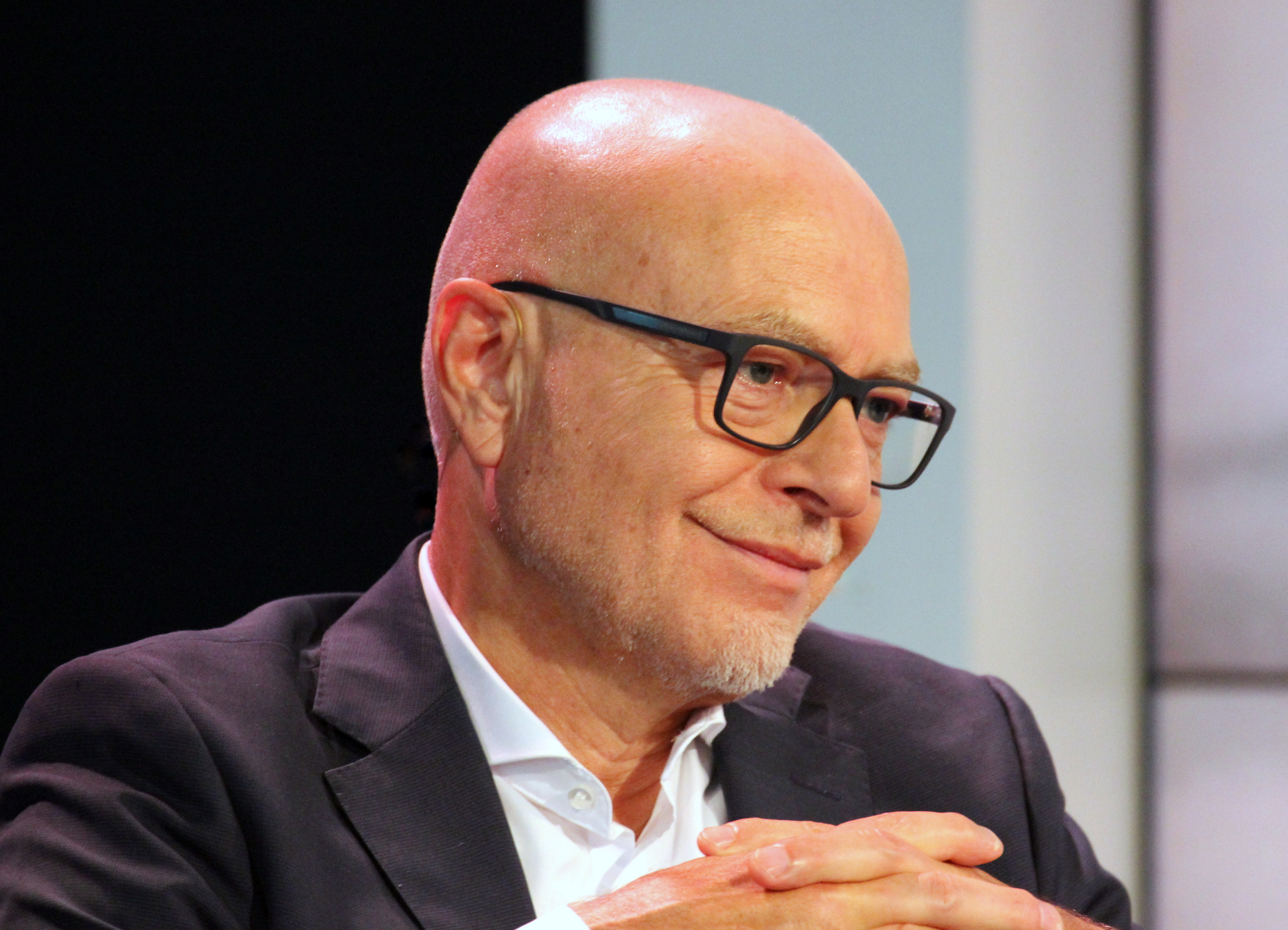
Udo Di Fabio auf der Frankfurter Buchmesse 2018

Udo Di Fabio (* 26. März 1954 in Walsum) ist ein deutscher Jurist und Hochschullehrer. Von 1999 bis 2011 war er Richter des Bundesverfassungsgerichts. Er ist Seniorprofessor für Öffentliches Recht an der Universität Bonn und Gründungsdirektor des  Forschungskollegs normative Gesellschaftsgrundlagen (FnG).

## Leben
Di Fabio ist Nachkomme italienischer Einwanderer. Er war von 1970 bis 1980 als Verwaltungsbeamter im mittleren Dienst in Dinslaken tätig. Parallel absolvierte Di Fabio über den zweiten Bildungsweg das Abitur. Anschließend studierte er Rechtswissenschaft an der Ruhr-Universität Bochum und Sozialwissenschaften an der Universität-Gesamthochschule Duisburg. 1985 absolvierte er das Zweite juristische Staatsexamen. Von 1985 bis 1986 war er Richter am Sozialgericht Duisburg. 1987 wurde er an der Rheinischen Friedrich-Wilhelms-Universität Bonn mit einer Arbeit über Rechtsschutz im parlamentarischen Untersuchungsverfahren zum Doktor der Rechte und 1990 in Duisburg mit einer Arbeit zum Thema Offener Diskurs und geschlossene Systeme im Fach Sozialwissenschaften promoviert.
Von 1986 bis 1990 war Di Fabio wissenschaftlicher Mitarbeiter am Institut für Öffentliches Recht der Universität Bonn, von 1990 bis 1993 am selben Institut wissenschaftlicher Assistent. Im Jahr 1993 habilitierte Di Fabio in Bonn mit einer Arbeit über Risikoentscheidungen im Rechtsstaat. Im Mai 1993 folgte er dem Ruf der Westfälischen Wilhelms-Universität Münster, im November dem auf eine Professur an die Universität Trier. 1997 übernahm er eine Professur an der Ludwig-Maximilians-Universität München, 2003 eine an der Universität Bonn, wo er seitdem am Institut für Öffentliches Recht (Abteilung Staatsrecht) lehrt.
Im Jahr 1999 wurde Di Fabio auf Vorschlag der CDU vom Bundesrat in den Zweiten Senat des Bundesverfassungsgerichts gewählt und gehörte dem Gericht vom 16. Dezember 1999 bis zum 19. Dezember 2011 an. Er war der Nachfolger Paul Kirchhofs, ihm folgte Peter Müller. Sein Dezernat umfasste vor allem das Völkerrecht, das Europarecht und das Parlamentsrecht. In diesen Bereichen bereitete er als Berichterstatter wichtige Urteile seines Senats vor, darunter die Entscheidungen zur Bundestagsauflösung 2005 und zum Lissabon-Vertrag 2009.
Di Fabio ist Mitherausgeber der Fachzeitschrift Archiv des öffentlichen Rechts. Seit 2007 ist er Kuratoriumsmitglied der Bürgerstiftung Rheinviertel sowie des Bonner Rechtsjournals. Er ist Mitglied der Kuratorien der Stiftung Ordnungspolitik und ihres Centrums für Europäische Politik sowie der u. a. von Roman Herzog gegründeten Friedrich-August-von-Hayek-Stiftung in Freiburg im Breisgau. 2014 wurde er zum Vorsitzenden des Wissenschaftlichen Beirates der EKD für das Reformationsjubiläum 2017 gewählt. Di Fabio ist zudem Gründungsmitglied des 2013 ins Leben gerufenen Wissenschaftlichen Beirats der Stiftung Familienunternehmen.
Di Fabio ist römisch-katholisch. Er ist verheiratet, hat vier Kinder und lebt mit seiner Familie in Bonn.

## Werk und Wirken
Umstritten war sein 2005 erschienenes Buch Die Kultur der Freiheit, vor allem wegen seiner Position zur Familie mit Kindern als gesellschaftliches Leitbild. Während die einen darin einen konservativen Rückschritt in die Anfangszeit der Bundesrepublik Deutschland sahen oder Di Fabios Etikettierung der deutschen Kultur des 19. Jahrhunderts als eine nicht-atlantische bzw. „nichtwestliche Kultur“ kritisierten, sahen andere Rezensenten in der Stellungnahme Di Fabios ein auf dem Autonomieverständnis der Moderne beruhendes Konzept, welches Kinder und Familie als Freiheitsgewinn auffasst.
2009 erregte Di Fabio durch einen Beitrag für den Festakt anlässlich des zweihundertjährigen Bestehens des Solinger Tageblatts Aufmerksamkeit, in dem er forderte, die weitreichende Anonymisierung im Netz zu beenden, so dass Urheber von öffentlichen Informationsquellen im Internet für deren Konsumenten identifizierbar sein müssten.
Nach dem Ende seiner zwölfjährigen Zeit als Verfassungsrichter im Dezember 2011 übernahm Di Fabio den Mercator-Lehrstuhl an der Universität Duisburg-Essen.
Di Fabio untersuchte im Auftrag der Stiftung Familienunternehmen die juristischen Grenzen einer Wirtschafts- und Währungsunion.
Die FAZ berichtete zu Di Fabios Gutachten am 2. Juni 2013:

„Wenn die Europäische Zentralbank (EZB) das Verbot der Staatsfinanzierung verletzt, muss das Bundesverfassungsgericht im äußersten Fall Bundesregierung und Bundestag zum Austritt aus der Währungsunion verpflichten. […] Das Karlsruher Gericht besitze zwar „keinen prozessualen Hebel“, um der EZB Vorgaben zu machen […]. Daher müsse es den Fall aber auch nicht dem Europäischen Gerichtshof vorlegen, sondern dürfe bei ersichtlichen Kompetenzüberschreitungen selbst entscheiden. Dann könnten die Karlsruher Richter den Verstoß immerhin „deklaratorisch feststellen“.“

Di Fabio schrieb das Vorwort zu einem Mitte 2013 erschienenen Buch des Historikers Dominik Geppert mit dem Titel Ein Europa, das es nicht gibt. Die fatale Sprengkraft des Euro.
Im September 2015 veröffentlichte Di Fabio ein Buch mit dem Titel Schwankender Westen: Wie sich ein Gesellschaftsmodell neu erfinden muss.
Im April 2020 wurde Di Fabio Mitglied des von Ministerpräsident Armin Laschet einberufenen 12-köpfigen „Expertenrats Corona“. Das Gremium aus zwölf renommierten Experten aus unterschiedlichen Disziplinen sollte gemeinsam mit der Landesregierung von Nordrhein-Westfalen Strategien für die Zeit nach der Corona-Krise erarbeiten.
Seit November 2020 betreibt er im „Forschungskolleg normative Gesellschaftsgrundlagen“ den Podcast  Auf den Grund, in dem er mit Vertretern anderer wissenschaftlicher Disziplinen über aktuelle politische, wirtschaftliche und gesellschaftliche Themen diskutiert.

### Gutachten zur Migrationskrise
Im Januar 2016 wurde das Rechtsgutachten Migrationskrise als föderales Verfassungsproblem veröffentlicht, das Di Fabio im Auftrag der CSU-geführten bayerischen Staatsregierung erstellte. Mit Bezug auf die Flüchtlingskrise in Deutschland ab 2015 schrieb er darin unter anderem:

„Der Bund ist aus verfassungsrechtlichen Gründen […] verpflichtet, wirksame Kontrollen der Bundesgrenzen wieder aufzunehmen, wenn das gemeinsame europäische Grenzsicherungs- und Einwanderungssystem vorübergehend oder dauerhaft gestört ist […] Das Grundgesetz garantiert nicht den Schutz aller Menschen weltweit durch faktische oder rechtliche Einreiseerlaubnis. Eine solche unbegrenzte Rechtspflicht besteht auch weder europarechtlich noch völkerrechtlich.“

Das Gutachten fand politische und mediale Beachtung, da es das Nicht-Schließen der Grenzen, welches 2015 dann doch teilweise erfolgte, durch die deutsche Bundesregierung während der Flüchtlingskrise in Deutschland ab 2015 nicht deckte. Damit räumte Di Fabios Gutachten dem Freistaat Erfolgsaussichten im Bund-Länder-Streit vor dem Bundesverfassungsgericht gegen die Bundesregierung ein, der erreichen wollte, dass an den bayerischen Außengrenzen „wieder rechtlich geordnete Verhältnisse herzustellen“ wären. Mehrfach wurde dieser Auffassung jedoch juristisch widersprochen.

### Gutachten zur Grundgesetzänderung
Im Juni 2025 ist bekannt geworden, dass Di Fabio im Auftrag von Friedrich Merz vor der Bundestagswahl 2025 ein Gutachten über die Verfassungsmäßigkeit einer Grundgesetzänderung durch den 20. Deutschen Bundestag nach der Wahl des neuen 21. Deutschen Bundestags angefertigt hat. Aufgrund der sich andeutenden Erschwernis, nach der Bundestagswahl eine verfassungsändernde Mehrheit zustande zu bekommen, strebte Merz mit dem Gutachten die verfassungsrechtliche Absicherung für den Fall an, nach der Wahl des neuen Deutschen Bundestags und vor dessen am 25. März 2025 erfolgten konstituierenden Sitzung mit den alten Parlamentsmehrheiten die verfassungsrechtlichen Änderungen zur Einführung eines Sondervermögens zu ermöglichen. Das Bundesverfassungsgericht bestätigte die Rechtsauffassung Di Fabios und wies alle ergangenen Eilanträge von der Fraktion Die Linke sowie Abgeordneter der AfD, FDP, BSW sowie Unabhängige zurück.

## Auszeichnungen/Ehrungen

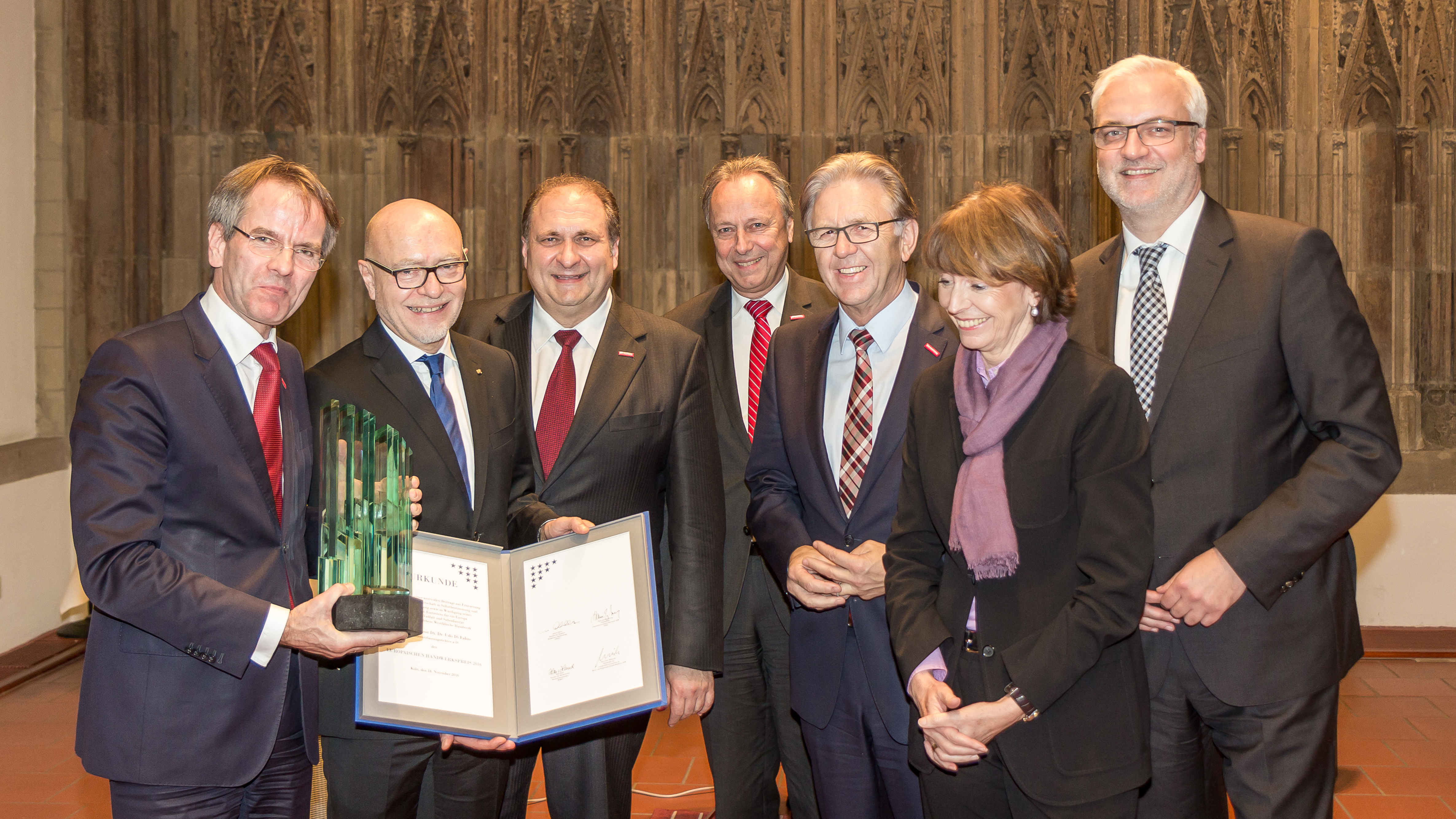
Verleihung des Europäischen Handwerkspreises an Udo Di Fabio (2. von links)

- 2005: „Reformer des Jahres 2005“ der Frankfurter Allgemeinen Sonntagszeitung und der Initiative Neue Soziale Marktwirtschaft für sein Buch Die Kultur der Freiheit
- 2011: Mercator-Professur der Universität Duisburg-Essen
- 2011: Großes Verdienstkreuz mit Stern und Schulterband der Bundesrepublik Deutschland[25]
- 2012: Frank-Loeb-Gastprofessur der Universität Koblenz-Landau[26][27]
- 2012: Arthur-Burkhardt-Preis der Arthur-Burckhardt-Stiftung für Wissenschaftsförderung
- 2015: Verleihung des Hanns Martin Schleyer-Preises
- 2015: Preis für Publizistik der Friedrich-August-von-Hayek-Stiftung
- 2016: Europäischer Handwerkspreis

## Gutachten (Auswahl)
- Die Reform der Erbschaftsteuer. Verfassungsrechtliches Gutachten zu den Vorschlägen des Bundesfinanzministeriums und der Stiftung Familienunternehmen. (PDF; 586 kB) Gutachten Udo di Fabios im Auftrag der Stiftung Familienunternehmen, 2015, ISBN 978-3-942467-35-3.
- Migrationskrise als föderales Verfassungsproblem. (PDF) Gutachten Udo di Fabios im Auftrag des Freistaates Bayern vom 8. Januar 2016.[28][29]
- Automatisiertes und Vernetztes Fahren., Gutachten unter der Leitung von di Fabio erstellt, Bericht der Ethik-Kommission, Eingesetzt durch den Bundesminister für Verkehr und digitale Infrastruktur, Juni 2017.
- Erwerbserlaubnis letal wirkender Mittel zur Selbsttötung in existenziellen Notlagen. (PDF) Rechtsgutachten zum Urteil des Bundesverwaltungsgerichts vom 2. März 2017 -3C19/15-, November 2017.
- Verfassungsrechtliche Zulässigkeit von Vermögensteuern und Vermögensabgaben. Hrsg.: Stiftung Familienunternehmen (= Schriften der Stiftung Familienunternehmen. Nr. 1). Nomos, Baden-Baden 2023, ISBN 978-3-7560-1395-1, doi:10.5771/9783748919377 (nomos-elibrary.de [abgerufen am 6. April 2024]).

## Schriften (Auswahl)
- Das Recht offener Staaten. Grundlinien einer Staats- und Rechtstheorie. Mohr Siebeck, Tübingen, 1998, ISBN 3-16-147009-5.
- Der Verfassungsstaat in der Weltgesellschaft. Mohr Siebeck, Tübingen, 2001, ISBN 978-3-16-147612-9.
- Die Kultur der Freiheit. C. H. Beck, München 2005, ISBN 3-406-53745-6.
- Gewissen, Glaube, Religion. Berlin Univ. Press, 2008, ISBN 978-3-940432-26-1.
- Wachsende Wirtschaft und steuernder Staat. Univ. Press, Berlin 2010, ISBN 978-3-940432-74-2.
- Das beamtenrechtliche Streikverbot. C. H. Beck, München 2012, ISBN 978-3-406-64777-2.
- Schwankender Westen. Wie sich ein Gesellschaftsmodell neu erfinden muss. C. H. Beck, München 2015, ISBN 978-3-406-68391-6.
- Grundrechtsgeltung in digitalen Systemen. C. H. Beck, München 2016, ISBN 978-3-406-69309-0.
- Die Weimarer Verfassung. Aufbruch und Scheitern. Eine verfassungshistorische Analyse. C. H. Beck, München 2018, ISBN 978-3-406-72388-9.
- Coronabilanz. Lehrstunde der Demokratie. C. H. Beck, München 2021, ISBN 978-3-406-77761-5.

## Interviews
- Melanie Amann, Alexander Neubacher: „Wir sind keine Labormäuse“. Der ehemalige Verfassungsrichter Di Fabio über das Recht des Bürgers auf unvernünftiges Verhalten. In: Der Spiegel. Nr. 15, 2015, S. 38 (online – 4. April 2015, Interview zum Thema Nudging).
- Jan Feddersen, Susanne Lang: „Ich bin kein Tugendwächter“. In: taz, 31. Dezember 2005.
- Hartmut Kistenfeger: Ist unsere Verschuldung verfassungswidrig? In: Focus, 14. Februar 2011.
- Michael Köhler: In guter Verfassung – Wie weit reicht das Recht in der Demokratie? In: Deutschlandfunk. Kulturfragen. 22. September 2019.
- Peter Voß: Peter Voß fragt Udo di Fabio. Der Westen – ein Auslaufmodell? 3sat, 19. Juni 2016.
- WDR 3 (Westdeutscher Rundfunk) Mosaik. Gespräch am Samstag vom 18. Mai 2024: Gespräch am Samstag mit dem Richter Professor Dr. Dr. Udo Di Fabio